# Redefine (album)
Redefine – trzeci album studyjny amerykańskiej grupy muzycznej SOiL

## Lista utworów
1. "Pride" - 2:44
2. "Redefine" - 3:37
3. "Can You Heal Me" - 3:31
4. "Cross My Heart" - 3:15
5. "Suffering" - 3:16
6. "Remember" - 3:38
7. "Deny Me" - 3:32
8. "Something Real" - 3:07
9. "Say You Will" - 3:02
10. "Love Hate Game" - 3:19
11. "Obsession" - 4:58

## Twórcy
- Ryan McCombs – śpiew
- Adam Zadel – gitara
- Shaun Glass – gitara
- Tim King – gitara basowa
- Tom Schofield – perkusja